# BBC Red Button

Das Logo des Senders

BBC Red Button ist der digitale Ersatz für Ceefax, den analogen Teletext der britischen BBC. „BBC Red Button“ ist ausschließlich in Großbritannien (mit geeigneten Digital-Receivern) via DVB-T (Freeview) und DVB-C verfügbar. Über DVB-S kann die BBC-Red-Button-Funktion mit geeigneten Empfangsgeräten auch auf dem westeuropäischen Festland (Nordfrankreich, Benelux-Länder, westliche Randgebiete Deutschlands) noch nutzbar sein.
Bis 2008 wurde der Service BBCi genannt.

## Geschichte und Logos
Als BBC Text im Jahr 1999 gestartet, wurde der Service von November 2001 bis 2008 als „BBCi“ unter Teils veränderten Eigenschaften fortgeführt. Von 2008 an wurde BBCi dann wiederum in „BBC Red Button“, die bis heute gültige Bezeichnung, umbenannt. „Red Button“ („rote Taste“) bezieht sich auf eine Taste an kompatiblen Fernbedienungen, mit welchem das Angebot aufgerufen werden kann.

### BBC Text
Nach der Veröffentlichung wurde BBC Text terrestrisch; später aber auch per Satellitenfernsehen und Kabelfernsehen verbreitet. Da die digitale Verbreitung der BBC in Großbritannien jedoch erst 1998 startete, übernahm man zu Beginn die Inhalte des Ceefax. Im November 1999 begann sich der BBC Text vom Ceefax zu lösen, da erst zu diesem Zeitpunkt ausreichend benötigte, kompatible Set-Top-Boxen verfügbar waren.
Im Gegensatz zum aus maximal 16 Farben bestehenden Ceefax ermöglichte der BBC Text jedoch die Anzeige von Grafiken und Fotografien. Darüber hinaus war eine erweiterte Bild-in-Bild-Funktion möglich (Ceefax bietet nur die Auswahl zwischen Vollbild und halbtransparentem Teilbild) Die ursprüngliche Form des BBC Textes enthielt jedoch keinen Rückkanal (view only).
Eine während der Wimbledon Championships gestartete frühe Form von Video on demand sollte nach Willen der BBC die Auswahl verschiedener Video-Streams und die Anzeige zusätzlicher Informationen (wie z. B. Informationen über Spieler, Zwischenständen, interaktiven Quiz usw.) ermöglichen.

### BBCi
Der BBCi-Dienst startete 2001 als eine Multi-Plattform-Lösung, die alle interaktiven BBC-Dienste (digitaler Teletext, Video-on-demand-Funktionen und Webseiten) vereinte. Der Buchstabe „i“ steht für „Interaktivität“ sowie „Innovation“.
Alle verschiedenen digitalen Dienste der BBC wurden fortan mit einem „i“ ausgestattet: So zeigte z. B. die vorher als BBC online bezeichnete Webseite (www.bbc.co.uk) eine Leiste mit einem „i“ über jeder Seite.
Schrittweise änderte die BBC jedoch seit dem 5. Mai 2004 bis 2008 wieder die Namen seiner Angebote.
Heute enthält der BBC iPlayer (Webseite, welches das zeitversetzte Betrachten vieler BBC-Produktionen sowie einen Livestream jedes BBC-Senders bereithält) noch das i.

### BBC Red Button

Das Logo vor 2015

Seit 2008 begann die BBC mit der schrittweisen Umbenennung seiner Dienste, wobei das i noch einige Zeit weiterhin angezeigt wurde. „Red Button“ bezieht sich auf eine rote Farbtaste der Fernbedienungen, mit denen das Angebot aufgerufen werden kann.
Im November 2008 feierte man das zehnjährige Jubiläum des Services.

## Empfang und Verfügbarkeit
BBC Red Button wird über alle digitalen Fernsehplattformen ausgesendet, so z. B. über Freeview (DVB-T), Kabelfernsehen (DVB-C), per Astra-2-Satellit (DVB-S, Freesat) sowie in Teilen über das Internet. Teilweise ist jedoch kein Rückkanal enthalten.
Der Astra-2E-Satellit ist auch in westlichen Bereichen Deutschlands zu empfangen; bei für den deutschen Markt gedachten Digitalreceivern fehlt in der Regel jedoch die BBC-Red-Button-Funktion, so dass auf diese Art meist nur die reinen britischen Fernsehprogramme zu sehen sind. Bei Smart-TV-Geräten mit HBB-Funktion und eingebautem SAT-Receiver kann die BBC-Red-Button-Funktion jedoch auch in den westlichen Randgebieten Deutschlands noch verfügbar sein und genutzt werden.
Die Video-Dienste werden wie normale Fernsehsender ausgestrahlt und können auf folgenden Frequenzen mit jedem beliebigen Satellitenempfänger über Astra 2E empfangen werden:
- SD-Kanal 1: 10.773 MHz horizontal, 22.000 kSymbole/s, DVB-S 5/6
- SD-Kanal 2 bis 6 und HD-Kanal: 12.422 MHz horizontal, 27.500 kSymbole/s, DVB-S 2/3

## Heutiger Inhalt
BBC Red Button enthält neben Text-videobasierten Diensten auch Extra-Informationen zum laufenden Fernsehprogramm, Videos und Quiz.
Seit einem Update sind auch u. a. Programminformationen, Nachrichten, Sport und Wetter verfügbar.

## Kompatibilität
Der Service ist mit „ONdigital“ und ITV-Digital-Boxen weitgehend kompatibel (Digital-Boxen konkurrierender britischer, privater Anbieter).